# Samuel Moutoussamy
Samuel Moutoussamy (Parijs, 12 augustus 1996) is een voetballer uit de Congo-Kinshasa van Franse afkomst.

## Carrière
Samuel Moutoussamy speelde in de jeugd van Meudon AS, Athletic Club de Boulogne-Billancourt, Montrouge FC 92 en Olympique Lyonnais. In Lyon speelde hij hiernaast ook drie seizoenen voor het tweede elftal, waarmee hij in het Championnat de France Amateur uitkwam. In 2016 maakte hij transfervrij de overstap naar FC Nantes, waar hij ook in het tweede elftal begon. Hij degradeerde met dit team uit het Championnat de France Amateur naar het Championnat National 3. In het seizoen 2017/18 maakte hij de overstap naar het eerste elftal van Nantes, waar hij op 12 augustus 2017 in de met 0-1 verloren thuiswedstrijd tegen Olympique Marseille voor debuteerde. Hij verving in de 12e minuut de geblesseerd geraakte Valentin Rongier. In het seizoen 2018/19 werd hij een vaste waarde voor Nantes, maar na een seizoen raakte hij deze plaats weer kwijt. In het seizoen 2020/21 wordt hij aan Fortuna Sittard verhuurd.

### Statistieken
| Seizoen                                   | Club                 | Land               | Competitie                    | Competitie | Competitie | Beker | Beker | Internationaal | Internationaal | Totaal | Totaal |
| Seizoen                                   | Club                 | Land               | Competitie                    | Wed.       | Dlp.       | Wed.  | Dlp.  | Wed.           | Dlp.           | Wed.   | Dlp.   |
| ----------------------------------------- | -------------------- | ------------------ | ----------------------------- | ---------- | ---------- | ----- | ----- | -------------- | -------------- | ------ | ------ |
| 2013/14                                   | Olympique Lyonnais B | Vlag van Frankrijk | Championnat de France Amateur | 6          | 0          | —     | —     | —              | —              | 6      | 0      |
| 2014/15                                   | Olympique Lyonnais B | Vlag van Frankrijk | Championnat de France Amateur | 17         | 1          | —     | —     | —              | —              | 17     | 1      |
| 2015/16                                   | Olympique Lyonnais B | Vlag van Frankrijk | Championnat de France Amateur | 27         | 1          | —     | —     | —              | —              | 27     | 1      |
| 2016/17                                   | FC Nantes B          | Vlag van Frankrijk | Championnat de France Amateur | 30         | 3          | —     | —     | —              | —              | 30     | 3      |
| 2017/18                                   | FC Nantes B          | Vlag van Frankrijk | CN 3                          | 10         | 2          | —     | —     | —              | —              | 10     | 2      |
| 2017/18                                   | FC Nantes            | Vlag van Frankrijk | Ligue 1                       | 7          | 0          | 0     | 0     | —              | —              | 7      | 0      |
| 2018/19                                   | FC Nantes            | Vlag van Frankrijk | Ligue 1                       | 28         | 2          | 3     | 0     | —              | —              | 31     | 2      |
| 2019/20                                   | FC Nantes            | Vlag van Frankrijk | Ligue 1                       | 18         | 0          | 3     | 0     | —              | —              | 21     | 0      |
| 2020/21                                   | FC Nantes            | Vlag van Frankrijk | Ligue 1                       | 1          | 0          | 0     | 0     | —              | —              | 1      | 0      |
| 2020/21                                   | → Fortuna Sittard    | Vlag van Nederland | Eredivisie                    | 14         | 0          | 1     | 0     | —              | —              | 15     | 0      |
| 2021/22                                   | FC Nantes            | Vlag van Frankrijk | Ligue 1                       | 30         | 0          | 4     | 1     | —              | —              | 34     | 1      |
| 2022/23                                   | FC Nantes            | Vlag van Frankrijk | Ligue 1                       | 35         | 0          | 7     | 0     | 8              | 0              | 50     | 0      |
| 2023/24                                   | FC Nantes            | Vlag van Frankrijk | Ligue 1                       | 26         | 1          | 0     | 0     | —              | —              | 26     | 1      |
| 2024/25                                   | Sivasspor            | Vlag van Turkije   | Süper Lig                     | 30         | 0          | 3     | 0     | —              | —              | 33     | 0      |
| Carrièretotaal                            | Carrièretotaal       | Carrièretotaal     | Carrièretotaal                | 279        | 10         | 21    | 1     | 8              | 0              | 308    | 11     |
| Bijgewerkt tot en met het seizoen 2024/25 |                      |                    |                               |            |            |       |       |                |                |        |        |

### Interlandcarrière
In 2019 werd Moutoussamy voor het eerst voor het nationale elftal van Congo-Kinshasa geselecteerd door bondscoach Christian N'Sengi Biembe. Hij debuteerde in de vriendschappelijke wedstrijd tegen Algerije, waarin hij in de 66e minuut inviel voor Yannick Bolasie.
| Interlands van Samuel Moutoussamy voor Congo-Kinshasa | Interlands van Samuel Moutoussamy voor Congo-Kinshasa | Interlands van Samuel Moutoussamy voor Congo-Kinshasa | Interlands van Samuel Moutoussamy voor Congo-Kinshasa | Interlands van Samuel Moutoussamy voor Congo-Kinshasa | Interlands van Samuel Moutoussamy voor Congo-Kinshasa |
| №                                                     | Datum                                                 | Wedstrijd                                             | Uitslag                                               | Soort wedstrijd                                       | Doelpunten                                            |
| Als speler bij FC Nantes                              | Als speler bij FC Nantes                              | Als speler bij FC Nantes                              | Als speler bij FC Nantes                              | Als speler bij FC Nantes                              | Als speler bij FC Nantes                              |
| ----------------------------------------------------- | ----------------------------------------------------- | ----------------------------------------------------- | ----------------------------------------------------- | ----------------------------------------------------- | ----------------------------------------------------- |
| 1.                                                    | 10 oktober 2019                                       | Algerije − Congo-Kinshasa                             | 1 – 1                                                 | Vriendschappelijk                                     | 0                                                     |
| 2.                                                    | 13 oktober 2019                                       | Ivoorkust − Congo-Kinshasa                            | 3 – 1                                                 | Vriendschappelijk                                     | 0                                                     |
| 3.                                                    | 18 november 2019                                      | Gambia − Congo-Kinshasa                               | 2 – 2                                                 | Africa Cup 2021 kwalificatie                          | 0                                                     |
| Als speler bij Fortuna Sittard                        |                                                       |                                                       |                                                       |                                                       |                                                       |
| 4.                                                    | 9 oktober 2020                                        | Burkina Faso − Congo-Kinshasa                         | 3 – 0                                                 | Vriendschappelijk                                     | 0                                                     |
| 5.                                                    | 13 oktober 2020                                       | Marokko − Congo-Kinshasa                              | 1 – 1                                                 | Vriendschappelijk                                     | 0                                                     |